# 野獣死すべし (1997年の映画)
『野獣死すべし』（やじゅうしすべし）は、1997年の日本映画。大藪春彦の同名小説の映画化作品の一作である。

## 概要
- オリジナルビデオの企画として、続編『野獣死すべし 復讐篇』との2本立てで作られた。
- 本作の伊達邦彦は「新聞工場の印刷工」「幼い日のある夜に、自分の目の前で殺された両親の敵をとる」という設定になっている。
- 企画にあたっては、原作者の大藪の遺族からの意向を受け[2]、時代に合わせた設定の修正以外は原作に沿ったストーリーとした。

## キャスト
- 伊達邦彦：木村一八(幼少期：池上央将)
- 伊達晶子(邦彦の妹)：三浦早苗(幼少期：岡崎愛)
- 智子(邦彦の叔母)：ひし美ゆり子
- 矢島裕介(邦彦の両親を殺した黒幕の政治家)：内田勝正
- 伊達英彦(邦彦の父)：岡島博徳
- 伊達佐和子(邦彦の母)：西尾真理

### パート1
- 大山勝(刑事)：永澤俊矢
- 小林久美子：中島宏海
- 真田(伊達の元同僚)：芹沢礼多
- チャーリー陳：趙方豪
- 岡田：山西道広
- 塙雅子(伊達のマンションの隣人)：真梨邑ケイ
- 薄田(闇医者)：佐藤蛾次郎
- 塩田：草薙仁
- 関川：常川博行
- 三田徹夫：垂水直人
- 稲宮誠
- 陳のボディガード：沢田豊志
- 真田の妻：徳永廣美
- 真田の娘：森岡朋奈

### 復讐篇
- 若月貴美子（矢島の選挙カーのウグイス嬢)：久野真紀子
- 矢島雅之(矢島裕介の息子)：榊原利彦
- バーのマスター：名高達男
- 高田：須藤正裕
- 小川：金子研三
- 市村：木村栄
- 水野：木下ほうか
- 長谷川 ：松山鷹志
- 町田：飯島大介
- ロバート(武器売人)：セルジオ・アラーコン
- アンナ(ロバートのエージェント)：沢木麻美
- モデルガンショップの親父：諏訪太朗

## スタッフ
- 監督：廣西眞人
- 原作：大藪春彦
- 脚本：森岡利行
- 音楽：石川忠
- 撮影：田口晴久
- 技斗：多賀谷渉
- スタント：オフィスワイルド
- ガンエフェクト：BIGSHOT
- 音響効果：中村佳央（東洋音響カモメ）
- スタジオ：日活撮影所
- 現像：東映化学
- タイトル :島田プロダクション
- モデルガン協力：バクレツパイナップル、東京マルイ
- 製作指揮：加藤博之
- 製作者：池田哲也
- 企画：武内健
- プロデュース：小野克己、高橋伸行
- 製作協力：フィルム・シティ
- 製作：大映